# Raphaella Monteiro da Silva
Raphaella Monteiro da Silva, meglio conosciuta come Rapha Monteiro (Rio de Janeiro, 28 gennaio 1995), è una cestista brasiliana.

## Carriera
Con il Brasile ha disputato quattro edizioni dei Campionati americani (2017, 2019, 2021, 2023).